# Беер, Макс
Макс Беер (нем. Max Beer, 10 августа 1864, Тарнобжег — 30 апреля 1943, Лондон) — австро-немецкий историк-марксист еврейского происхождения.

## Биография
Макс Беер родился в Австро-Венгрии в Галиции, в городе Тарнобжег, позднее ставшим столицей одноимённой советской республики. Его отец служил в австрийской армии, воевал с Францией и Италией. Рассказы об этих событиях пробудили в молодом Максе Беере любовь к истории, политике, географии и путешествиям. Изучал латынь, польский, французский и немецкий языки, логику, этику и средневековую философию.
В 1889 году переехал в Германию, где, после нескольких лет изучения экономики, политики, философии и социалистического учения, стал в 1892 г. редактором социалистической газеты (нем. Magdeburger Volksstimme). Множество раз привлекался властями к суду, как разжигающий в своих статьях классовую рознь, оскорбляющий немецкую армию и власть. За десять месяцев тюремного заключения начинает овладевать английским языком, читает немецкие, французские и русские книги, пишет несколько работ.
После выхода из тюрьмы, в июне 1894 г., не желая становиться полицейским шпионом, переезжает в Англию. Год работает в школе в Лондоне. Избирается членом немецкой делегации на Международный Съезд в 1896 г. В декабре 1897 г. едет в Париж, а осенью 1897 г. Карл Каутский приглашает его в Берлин на должность одного из редакторов «Neue Zeit». В то же самое время Макс Беер получает предложение от «New York Abendblatt», для которого он брал интервью у Эмиля Золя по делу Дрейфуса, приехать в Нью-Йорк. На что он и соглашается, работая там в 1898—1902 гг., пока ссоры не исчерпывают его терпение.
Когда Эдуард Бернштейн вернулся из Англии в Германию, Макс Беер становится английским корреспондентом «Vorwärts» в 1902—1912 гг. В 1915 г. депортирован из Англии.
В 1919—1921 гг. редактировал «Die Glocke», финансировавшуюся Парвусом, который и уволил Макса Беера за попытку повернуть газету влево.
Макс Беер писал книги об истории рабочего движения, в 1927—1929 гг., по приглашению Давида Рязанова, работал в фондах ИМЭЛ в Москве.
В 1929—1933 гг. жил во Франкфурте-на-Майне, работал в Институте социальных исследований (нем. Institut für Sozialforschung) и был активным членом коммунистической партии Германии. После прихода к власти нацистов, Беер возвращается в Англию.

## Книги
- Всеобщая история социализма и социальной борьбы. Киев. Госиздат. 1923 г.
- Всеобщая история социализма и классовой борьбы. Новейшее время до 1920 г. Л.—М. Книга. 1924 г.